# جيمي إسحاق
جيمي إسحاق (بالإنجليزية: Jimmy Isaac)‏ (23 أكتوبر 1916 في المملكة المتحدة - 1 ديسمبر 1993 بإنجلترا في المملكة المتحدة) هو لاعب كرة قدم بريطاني (وحمل سابقاً جنسية المملكة المتحدة لبريطانيا العظمى وأيرلندا) في مركز الهجوم. لعب مع برادفورد سيتي ونادي هارتلبول يونايتد وهدرسفيلد تاون.